# Alejandro Ramos Folqués

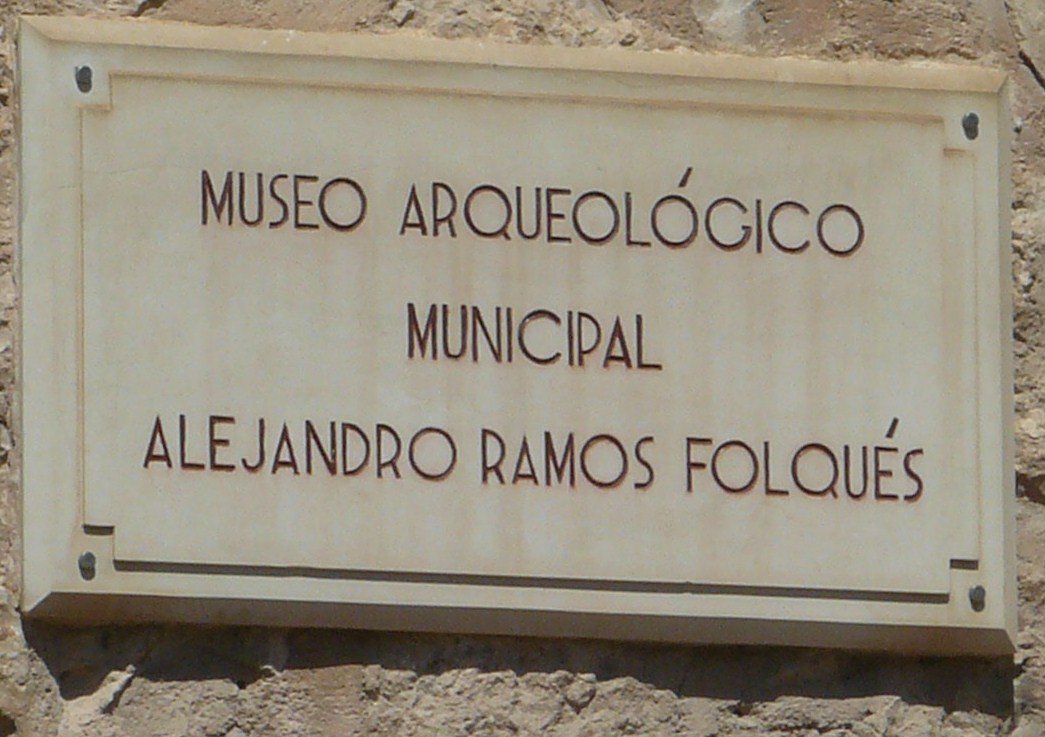
Muzeum Archeologiczne w Elche – tablica ku czci naukowca

Alejandro Ramos Folqués (ur. 5 lipca 1906 w Elche, zm. 3 czerwca 1984, tamże) – hiszpański archeolog, twórca muzeum archeologicznego w Elche (Elx) w Prowincji Alicante.
Początkowo studiował prawo, lecz stopniowo zaczął się coraz bardziej zagłębiać w dziedzinę archeologii. Duże wrażenie zrobiła na nim historia odnalezienia Damy z Elche w 1897. Często odwiedzał muzeum archeologiczne w Alicante, a także jeździł do Madrytu i skupywał na targach obiekty archeologiczne. Sporządzał także noty bibliograficzne. Od 1935 rozpoczął prace przy wykopaliskach archeologicznych w La Alcudia. Publikował prace naukowe i współpracował z Uniwersytetem w Madrycie oraz Narodowym Muzeum Archeologicznym.
Od 1934 podejmował działania mające na celu powołanie muzeum archeologicznego w Elche, co stało się kilka lat później (w 1946 przeniesione do pawilonu w Parku Miejskim, a w 1982 do zrekonstruowanego Alcázar de la Señoría o Palacio de Altamira). W 1948 przygotował IV Kongres Archeologiczny Południowo-Wschodniej Hiszpanii w Elche. Kolejnymi kwestiami, które leżały w obszarze jego zainteresowań było badanie z ceramiki iberyjskiej oraz posągu Damy z Elche. Przez całe życie publikował liczne prace naukowe z zakresu archeologii. Został odznaczony wieloma odznaczeniami państwowymi.